# Ngọc Đáng
Ngọc Đáng (17 tháng 4 năm 1951 – 24 tháng 2 năm 2022) là một nữ nghệ sĩ cải lương Hồ quảng người Việt Nam. Trong sự nghiệp nghệ thuật, Ngọc Đáng được Nhà Nước Việt Nam trao tặng danh hiệu Nghệ sĩ ưu tú năm 2007.

## Tiểu sử
Ngọc Đáng sinh ngày 17 tháng 4 năm 1951 tại Sài Gòn (có tài liệu 1 tháng 1), từ nhỏ tên khai sinh là Trần Thị Phương, sau này lấy tên khác là Nguyễn Thị Đáng, trong gia đình có truyền thống nghệ thuật. Bà nối nghiệp cha mẹ là nghệ sĩ Tư Minh và Ngọc Xứng, chuyên hát cải lương tuồng cổ trên sân khấu Phụng Hảo của NSND Phùng Há.
Bà theo cha mẹ sống trong gánh hát từ nhỏ, năm 13 tuổi đã biểu diễn trên sân khấu. Năm 15 tuổi, bà trở thành diễn viên chính của Đoàn Thanh Bình - Kim Mai của ông bà bầu Bảy Huỳnh - Ngọc Hương tại rạp hát Cầu Muối, Cầu Ông Lãnh (hiện nay là Đoàn cải lương tuồng cổ Huỳnh Long).

## Sự nghiệp
Năm 1973, bà về đầu quân cho Đoàn Cải lương tuồng cổ Minh Tơ, được NSND Thanh Tòng rèn luyện tay nghề. Bà nổi tiếng qua các vai: Mạnh Lệ Quân, Đào Tam Xuân, Lưu Kim Đính, Lý Thần Phi, Bàng Quí Phi, Tiêu Anh Phụng...
Sau năm 1975, bà về hoạt động tại tỉnh Long Xuyên (nay là An Giang), gia nhập đoàn cải lương tuồng cổ Khánh Hồng – An Giang, diễn cặp với NSƯT Vũ Linh. Hai năm sau, bà gắn bó với Đoàn Cải lương Hương Lúa Mới của Bầu Quới diễn tại An Giang. Giai đoạn này, bà tham gia với các nghệ sĩ: NSND Minh Vương, Thanh Tú, Trang Bích Liễu... diễn nhiều vở tuồng nổi tiếng.
Bà được trao huy chương vàng tại Hội diễn Cải lương chuyên nghiệp toàn quốc trong vai Trần Bá Mẫu (vở "Rừng thần" năm 1982). Năm 1990, bà đoạt huy chương vàng thứ hai trong Hội diễn Cải lương chuyên nghiệp toàn quốc với vai Giáng Thu (vở "Đừng quên kỷ niệm).
Năm 2010, bà sang Mỹ định cư tiếp tục được khán giả, bầu show yêu mến và đi diễn khắp các tiểu bang. Tại hải ngoại, Ngọc Đáng gắn bó với chương trình Cổ nhạc phương Nam do nghệ sĩ Tuấn Châu tổ chức, diễn những vở vang bóng một thời.

## Qua đời
Ngày 23 tháng 2 năm 2022, bà qua đời tại California, Mỹ do ung thư vòm họng và biến chứng COVID-19, hưởng thọ 70 tuổi.
Một tháng sau đến ngày 22 tháng 3, bà được an táng tại Hoa Kỳ 

## Đời tư
Bà có hai người con không theo nghề đang sinh sống ở Việt Nam.

## Trình diễn trên sân khấu hải ngoại

### Trung tâm Thúy Nga
| STT | Tiết mục                                             | Thể hiện với                                                                           | Chương trình                    | Năm  |
| --- | ---------------------------------------------------- | -------------------------------------------------------------------------------------- | ------------------------------- | ---- |
| 1   | Hài Kịch "Hội Ngộ Táo Quân"                          | Chí Tâm, Quang Minh, Hồng Đào, Hoài Tâm, Thúy Nga, Hương Thủy, Calvin Hiệp, Daniel Phú | Liveshow Hội Ngộ Táo Quân       | 2016 |
| 2   | Chung Vô Diệm Hí Lỗ Lâm                              | Văn Chung, Bảo Quốc, Tuấn Châu, Cẩm Thu, Ngọc Huyền, Thanh Thanh Tâm                   | Liveshow trọn tuồng             | 2016 |
| 3   | Xử Án Bàng Phi                                       | Phượng Mai, Hồng Loan                                                                  | Liveshow Phượng Mai             | 2016 |
| 4   | Phiên Gác Đêm Xuân (Nguyễn Văn Đông)                 | Khải Đăng (phụ diễn)                                                                   | Paris By Night 125              | 2018 |
| 5   | Hài Kịch "Mẹ Ơi, Mai Con Về" (Kiều Oanh, Hoàng Nhất) | Kiều Oanh, Hoàng Nhất, Diệp Hồng Anh                                                   | Paris By Night - Tiếu Vương Hội | 2022 |